# 聖隷クリストファー大学看護短期大学部
聖隷クリストファー大学看護短期大学部（せいれいクリストファーだいがくかんごたんきだいがくぶ、英語: Seirei Christopher Junior College of Nursing）は、静岡県浜松市三方原町3453　に本部を置いていた日本の私立大学である。1969年に設置され、2007年に廃止された。大学の略称は看短、衛短。

## 概要

### 大学全体
- 静岡県浜松市[注 5]に所在した日本の私立短期大学で、設置主体は学校法人聖隷学園[2]。
- 1969年に聖隷学園浜松衛生短期大学として開学。1991年度入学生までは看護系2学科を置き、翌年度以降は1学科体制に短縮。
- 2003年度の入学生を最後に[注釈 2]、短期大学としての使命を終える[4]。

### 建学の精神（校訓・理念・学是）
- 聖隷クリストファー大学看護短期大学部の学是は「自分のようにあなたの隣人を愛しなさい」というキリスト教精神となっていた[5]。

=== 教育および研究 ===　
- 主として看護師養成を執り行っていた。
- 一般教育科目に「キリスト教学」や「ポルトガル語」といった科目があった[5]。

### 学風および特色
- キリスト教精神に基づいた教育が行われていた。

## 沿革
- 1949年
  - 各種学校遠州基督学園が開校する[6]。
- 1952年
  - 聖隷准看護婦養成所が開校[6]。
- 1959年
  - 各種学校認可聖隷准看護学園に改名。
- 1965年
  - 学校法人聖隷学園が創設される。
- 1969年
  - 3月27日 左記を以て文部省[注 6]より短期大学の設置が認可される[7]。
  - 4月1日 聖隷学園浜松衛生短期大学（せいれいがくえんはままつえいせいたんきだいがく、英語: Seirei Gakuen Junior College of Nursing）として開学。なお内容は以下の通りとなっている[8]。
    - 衛生看護科 入学定員100名 修業年限2年制
- 1970年
  - 5月1日 学生数[9]/定員
    - 衛生看護科 205[注釈 3]/200
- 1974年
  - 4月1日 以下の学科を増設する[10]。
    - 第一衛生看護科 入学定員50名[11]

  - 同 旧来の修業年限2年制、衛生看護科を第二衛生科と改称[10]。
- 1975年
  - 5月1日 学生数[12]/定員
    - 第一衛生看護科 72[注 7]/100
    - 第二衛生看護科 282[注釈 4]/200
- 1978年
  - 4月1日 第一衛生看護科の入学定員を50[13]→100[14]に増員[15]。
  - 5月1日 学生数[16]/定員
    - 第一衛生看護科 305[注 8]/200
    - 第二衛生看護科 214[注 9]/200
- 1979年
  - 4月1日 学科の名称変更を以下の通り行う[17]。
    - 第一衛生看護科→第一衛生看護学科
    - 第二衛生看護科→第二衛生看護学科
- 1980年
  - 4月1日 専攻科を設置する。なお専攻課程は以下の通りである[注 10]。
    - 助産学特別専攻 入学定員15名
- 1991年
  - 4月1日 第二衛生看護学科の学生募集を最終とする[注 11]
  - 5月1日 学生数[21]/定員
    - 第一衛生看護学科 324[注 12]/300
    - 第二衛生看護学科 219[注釈 5]/300
- 1992年
  - 5月1日 学生数[注 13]/定員
    - 第一衛生看護学科 336[注 14]/300
    - 第二衛生看護学科 118[注 15]/200
- 1993年
  - 5月1日 学生数[24]/定員
    - 第一衛生看護学科 339[注釈 5]/300
    - 第二衛生看護学科 22[注釈 4]/100
- 1995年
  - 3月16日 左記をもって第二衛生看護学科を正式に廃止とする[25]。
  - 4月1日 第一衛生看護学科を看護学科に改称[25]。
- 1999年
  - 5月1日 学生数[26]/定員
    - 看護学科 334[注釈 5]/300
- 2002年
  - 4月1日 聖隷クリストファー大学看護短期大学部と改称[27]。
- 2007年
  - 6月11日 左記をもって正式に廃止となる[4]。

## 基礎データ

### 所在地
- 静岡県浜松市三方原町3453[注釈 1]

### 象徴
- 聖隷クリストファー大学看護短期大学部（聖隷学園浜松衛生短期大学）のカレッジマークは十字架をイメージしている[注 16]。
- スクールカラーは赤・青・緑[5]。

## 教育および研究

### 組織

#### 学科
- 第一看護学科→看護学科 入学定員100名[注 17]
- 第二看護学科 入学定員100名[注 18]

#### 専攻科
- 助産学特別専攻 入学定員15名[32] 修業年限は昼間部1年制。

#### 別科
- なし

#### 取得資格について
資格
- 看護師：看護学科（第一看護学科と第二看護学科を含む）
- 助産師：専攻科助産学特別専攻

### 研究
- 『聖隷学園浜松衛生短期大学紀要』[33]

## 学生生活

### 部活動・クラブ活動・サークル活動
- 聖隷クリストファー大学看護短期大学部（聖隷学園浜松衛生短期大学）で活動していたクラブ活動[5]
  - 体育系：テニス・バレーボール・バスケットボール・バドミントン・スキースノーボードほか。
  - 文化系：コーラス・琴・ハンドベルなどの文化系クラブほかボランティアほか。

### 学園祭
- 聖隷クリストファー大学看護短期大学部（聖隷学園浜松衛生短期大学）の学園祭は「衛短祭」と呼ばれていた[5]。

### スポーツ
- 静岡県西部看護学校協議会スポーツ大会にて、バレーボール部門で活躍していた[5]。

## 大学関係者と組織

### 大学関係者一覧
歴代学長
- 樋浦誠
- 長谷川保

## 施設

### キャンパス
- 校舎は鉄筋コンクリート4階建てとなっていた[5]。

### 学生食堂
- 聖隷クリストファー大学看護短期大学部（聖隷学園浜松衛生短期大学）の学生食堂（学食）は…

### 寮
- 「聖隷学園女子学生専用下宿」の斡旋が行われていた。

## 対外関係

### 他大学との協定

#### アメリカ
- ネブラスカ・ウエスレアン大学

### 系列校
- 聖隷クリストファー大学
- 聖隷クリストファー中・高等学校

## 卒業後の進路について

### 編入学・進学実績
- 聖隷クリストファー大学や本短期大学専攻科のほか、北海道医療大学・日本赤十字看護大学・浜松医科大学・藤田保健衛生大学、新潟大学養護教諭特別別科、東京都立医療技術短期大学・名古屋大学医療技術短期大学部・新潟県立看護短期大学・東邦大学医療短期大学・日本赤十字愛知短期大学などがある[5]。